# X's (альбом)
X's — третій студійний альбом американського гурту Cigarettes After Sex, що грає в жанрі ембієнт-поп. Його випуск відбувся 12 липня 2024 року через лейбл Partisan Records. Перед релізом альбому було представлено три сингли: «Tejano Blue», «Dark Vacay» та «Baby Blue Movie». Після випуску альбом отримав здебільшого схвальні відгуки від критиків.

## Історія створення
Після виходу другого студійного альбому гурту Cry (2019) вони випустили кілька синглів, які були записані під час сесій їхнього однойменного альбому. 28 лютого 2024 року гурт оголосив про випуск альбому X's. Головний музикант гурту Грег Гонсалес зазначив, що цей альбом для нього «відчувається жорстким». Він поділився, що йому довелося не просто «говорити» про втрату (чотирирічних стосунків), а «писати» і «співати» про неї. За його словами, просте обговорення цієї теми лише «ковзає по поверхні». Лише так він міг або «пережити це знову», або «вчитися на цьому», замість того щоб просто намагатися забути.

## Написання
Альбом X's у жанрах ембієнт-поп і шугейз демонструє, як Грег Гонсалес досліджує «повільні танцювальні поп-балади» 1970-х і 1980-х років, у яких тексти пісень торкаються тем романтики та близькості. Пісня «Tejano Blue», другий трек альбому, була натхненна життям Гонсалеса в його рідному місті Ель-Пасо, Техас, а також творчістю Селени (піснею «Como la Flor») та гурту Cocteau Twins. Він намагався поєднати звучання цих артистів.
Пісня «Hideaway» зосереджена на особливому моменті в житті Гонсалеса, коли він разом зі своєю дівчиною вирушив на пляж біля Маріна-дель-Рей, Каліфорнія, щоб втекти від своїх проблем. «Dark Vacay», шостий трек альбому, розповідає про давнє кохання Гонсалеса, з яким вони розійшлися під час подорожі Європою.
Назва наступного треку «Baby Blue Movie» є відсилкою до м'якої еротики та порнографії. Спочатку це була пряма згадка про порнографію, але пізніше до назви додали слово «Baby».
Останній трек «Ambien Slide» використовує біт у стилі Tejano.

## Просування
28 лютого 2024 року гурт Cigarettes After Sex випустив головний сингл свого третього студійного альбому X's — пісню «Tejano Blue». Того ж дня було офіційно оголошено про вихід альбому, а також про початок світового турне X's World Tour у 2024 та 2025 роках на його підтримку. Другий сингл, «Dark Vacay», з'явився 16 квітня 2024 року, а третій, «Baby Blue Movie», — 4 червня 2024 року.

## Відгуки критиків
Альбом X's отримав переважно позитивні відгуки від критиків. За даними Metacritic, який надає нормалізований рейтинг зі 100 на основі рецензій професійних видань, альбом здобув «взагалі позитивні оцінки» зі зваженим середнім балом 69, отриманим від п'яти критиків. Агрегатор AnyDecentMusic? оцінив його на 6.6 з 10, базуючись на своєму аналізі критичного консенсусу.
У своєму позитивному відгуку Том Уайт з The Independent зазначив, що X's «створено для тих моментів, коли слухаєш музику вночі з навушниками», підкресливши, що цей альбом «допоможе ще більше підвищити привабливість [Cigarettes After Sex]». Метью Маклістер, пишучи для Clash, зазначив, що альбом «безсумнівно привертає увагу з перших хвилин» і назвав його «найбільш послідовним» в дискографії гурту. Гізер Фарес з AllMusic підкреслила, що альбом «часто виглядає як одне з їх найособистіших творів» і додала, що він «пропонує достатньо гламурної меланхолії, щоб утримувати фанатів у стані щасливого нещастя».
У відгуку Лорен Мерфі для The Irish Times вона зазначила, що альбом «не є найбільш динамічним, який можна почути у 2024 році», додавши, що «після кількох прослуховувань пісні [альбому] набувають медитативного характеру, стаючи гіпнотичними і навіть приємними в окремих моментах». Майкл Хофман з The Line of Best Fit зазначив, що Cigarettes After Sex «представляють ще один набір пісень, які більш-менш могли б підійти для будь-якого з їхніх попередніх альбомів».

## Список композицій
Автор музики і слів Грег Гонсалес. 
| #     | Назва                     | Тривалість |
| ----- | ------------------------- | ---------- |
| 1.    | «X's»                     | 3:33       |
| 2.    | «Tejano Blue»             | 3:54       |
| 3.    | «Silver Sable»            | 3:52       |
| 4.    | «Hideaway»                | 4:37       |
| 5.    | «Holding You, Holding Me» | 3:30       |
| 6.    | «Dark Vacay»              | 3:33       |
| 7.    | «Baby Blue Movie»         | 4:05       |
| 8.    | «Hot»                     | 3:57       |
| 9.    | «Dreams from Bunker Hill» | 3:39       |
| 10.   | «Ambien Slide»            | 3:33       |
| 38:13 |                           |            |

## Учасники альбому
Cigarettes After Sex
- Грег Гонсалес — вокал, електрогітара, акустична гітара
- Рендалл Міллер — бас
- Яків Томський — ударні

Додаткові музиканти
- Джефф Кайт — клавішні

Продакшн
- Грег Гонсалес — продюсер
- Rocky Gallo — зведення
- Грег Калбі — мастеринг

Оформлення
- Рендалл Міллер — графічний дизайн
- Венс Велленштейн — графічний дизайн
- Min Byung Hun — обкладинка

## Чарти
| Чарти (2024)                                  | Найвиша позиція |
| --------------------------------------------- | --------------- |
| Австралія Albums (ARIA)                       | 32              |
| Авсрія Albums (Ö3 Austria)                    | 9               |
| Бельгія Albums (Ultratop Flanders)            | 8               |
| Бельгія Albums (Ultratop Wallonia)            | 5               |
| Хорватія International Albums (HDU)           | 5               |
| Нідерланди Albums (Album Top 100)             | 6               |
| Франція Albums (SNEP)                         | 24              |
| Німеччина Albums (Offizielle Top 100)         | 7               |
| Угорщина Physical Albums (MAHASZ)             | 23              |
| Литва Albums (AGATA)                          | 19              |
| Нова Зеландія Albums (RMNZ)                   | 32              |
| Польща Albums (ZPAV)                          | 11              |
| Португалія Albums (AFP)                       | 7               |
| Шотландія Albums (OCC)                        | 4               |
| Іспанія Albums (PROMUSICAE)                   | 31              |
| Швеція Physical Albums (Sverigetopplistan)    | 3               |
| Швейцарія Albums (Schweizer Hitparade)        | 10              |
| Велика Британія Albums (OCC)                  | 12              |
| Велика Британія Independent Albums (OCC)      | 2               |
| США Billboard 200                             | 32              |
| США Independent Albums (Billboard)            | 6               |
| США Top Rock & Alternative Albums (Billboard) | 10              |